# ماکان دل‌رحیم
ماکان دل‌رحیم (به انگلیسی: Makan Delrahim) حقوقدان و لابی‌گر ایرانی‌آمریکایی است که ریاست بخش ضد تراست وزارت دادگستری و دستیاری دادستان کل ایالات متحده آمریکا را برعهده دارد. او پیشتر سمت معاونت مشاور حقوقی رئیس‌جمهوری را در کاخ سفید برعهده داشت.

## زندگی
ماکان دل‌رحیم در یک خانواده یهودی در تهران، ایران متولد شد. خانواده دل‌رحیم وقتی که او ۱۰ ساله بود از ایران فرار کرده و به دلیل یهودی بودن پناهندگی مذهبی گرفتند. پدر او در آمریکا پمپ بنزین داشت و او اصول اولیه کسب و کار را در آنجا آموخت. دل رحیم در مدرسه به دلیل ضعف در زبان انگلیسی دانش آموز خوبی نبود.
ماکان دل‌رحیم دوره لیسانس را در رشته زیست‌شناسی در دانشگاه کالیفرنیا در لس آنجلس گذراند. مدرک کارشناسی ارشد خود را از دانشگاه جانز هاپکینز در بالتیمور مریلند گرفت و جی دی خود را از دانشکده حقوق دانشگاه جرج واشینگتن در شهر واشینگتن دی.سی دریافت کرده است.
آقای دل‌رحیم پیش از پیوستن به کابینه ترامپ، از شریکان یک سازمان حقوقی خصوصی (وکالت) در واشینگتن بود. دفتر وکالت او وکالت چندین شرکت بزرگ آمریکایی مانند شرکت اوراکل، گوگل، اپل و کوالکام را برعهده داشته و در همان حال در دانشگاه‌های معتبری چون «دانشگاه پپرداین» در ملیبوی کالیفرنیا تدریس می‌کرد.
او از سال ۱۹۹۸ میلادی به مدت ۵ سال از مشاوران حقوقی کمیته قضایی سنای آمریکا بود که پس از دو سال به سمت رئیس مشاوران و مسئول کارکنان حقوقی کمیته ارتقا پیدا کرد. کار او رایزنی برای تأیید صلاحیت مقام‌های قضایی جمهوری‌خواه در کنگره آمریکا بوده است.
در دور اول ریاست جمهوری جرج بوش به سال ۲۰۰۳ میلادی، به عضویت کمیسیون اصلاح اداره (آنتی تراست) مبارزه با انحصار کمپانی‌ها در وزارت دادگستری (بخش مربوط به «ضد انحصار») منصوب شد و سه سال در این پست خدمت کرد.
ماکان دل‌رحیم دارای همسر و سه فرزند خردسال است.

## نظریات سیاسی
ماکان دل‌رحیم اگرچه در میان سیاستمداران چندان مسن محسوب نمی‌شود اما از چهره‌های باسابقه جمهوری‌خواهان در دعاوی حقوقی علیه دموکرات‌ها است. این چهره حقوقی دولت دونالد ترامپ، در مقاله‌ای که ماه مارس سال ۲۰۱۶ و پیش از انتخاب آقای ترامپ به مقام ریاست جمهوری، در نیویورک پست منتشر کرد، گفت که اگرچه آقای ترامپ انتخاب اول او نیست اما جمهوری‌خواهان باید از او حمایت کنند تا مانع پیروزی هیلاری کلینتون و تسخیر دیوان عالی آمریکا توسط دموکرات‌ها شوند.
دل رحیم در کنوانسیون ملی جمهوری‌خواهان دربارهٔ آینده توافق هسته‌ای گفته است: «دونالد ترامپ، با توجه به جایگاه جهانی ایالات متحده، می‌تواند برای بازنگری درتوافق هسته‌ای با ایران اقدام کند.»